# Altix
Altix — это линейка серверов и суперкомпьютеров Silicon Graphics (SGI). Первый анонс состоялся в январе 2003 года, Altix 3000 комплектовался с процессором Intel Itanium 2, по выбору пользователя на компьютеры устанавливался Red Hat Enterprise Linux или SUSE с SGI ProPack. Системы поддерживали установку до 64 процессоров. SGI анонсировала 128-процессорные системы в феврале 2004, доставка 256-и и 512-процессорных систем была доступна в конце 2004. Позже SGI создала серию Altix 4000 базирующуюся на новых Itanium 2 и Altix XE серию база которых была построена на 2-х и 4-х ядерных процессорах Intel Xeon.
Суперкомпьютер «Колумбия», который создала SGI для NASA, установленном в 2004 году, имеет поддержку 10240 процессоров и базируется на архитектуре Altix. Он создан из двадцати Altix систем соединённых InfiniBand.

## Модели
- SGI Altix 350
- SGI Altix 450